# Val (gruppo musicale)
I Val sono un duo musicale bielorusso fondato nel 2016 a Mahilëŭ e formato da Uladzislaŭ Paškevič e Valeryja Hrybusava.
Avrebbero dovuto rappresentare la Bielorussia all'Eurovision Song Contest 2020 con il brano Da vidna, poi cancellato a causa della pandemia di COVID-19.

## Carriera
I Val hanno iniziato a pubblicare musica su etichetta discografica MediaCube Music nel 2016. La cantante Valeryja Hrybusava aveva precedentemente partecipato a The Voice of Ukraine e aveva vinto il primo premio allo Slavianski Bazaar nel 2015, mentre il polistrumentista Uladzislaŭ Paškevič ha prodotto Historyja majho žyccja, la canzone che ha rappresentato la Bielorussia all'Eurovision Song Contest 2017.
Il 28 febbraio 2020 il duo ha partecipato alla selezione eurovisiva bielorussa, proponendo il brano Da vidna e vincendo la competizione, diventando di diritto i rappresentanti nazionali all'Eurovision Song Contest 2020 di Rotterdam, nei Paesi Bassi. Tuttavia, il 18 marzo 2020 l'evento è stato cancellato a causa della pandemia di COVID-19.
Nel 2020 il duo ha preso parte alle manifestazioni popolari durante le proteste in Bielorussia, nate per contestare la corruzione del governo bielorusso e dei brogli elettorali che hanno portato alla rielezione del presidente Aljaksandr Lukašėnka. Il 26 settembre 2020, a seguito della pubblicazione di un'intervista del duo da parte di un editoriale indipendente, l'emittente nazionale BTRC ha confermato, tramite un comunicato, che non avrebbe riselezionato il gruppo per rappresentare il paese all'Eurovision Song Contest 2021 citando la rottura degli accordi stabiliti tra il duo e l'emittente.

## Formazione
- Valeryja Hrybusava – voce (2016–)
- Uladzislaŭ Paškevič – tastiera, campionatore, produzione (2016–)

## Discografia

### EP
- 2017 – V moej komnate
- 2021 – Pauza

### Singoli
- 2016 – Kto ty est'
- 2016 – Veter vo sne
- 2018 – Posledstvija
- 2019 – Tichaja gavan'
- 2020 – Da vidna
- 2020 – Častnicy sčast'ja
- 2020 – Nabečna
- 2021 – Pauza
- 2022 – Kalychanka z mesjačykam
- 2022 – Byvšich ne byvaet
- 2022 – Stop-ihra
- 2022 – Tancuj
- 2024 – Snežnaja koroleva
- 2024 – Magnets

#### Come featuring
- 2021 – Vol'nyja sny (Naviband feat. Val)